# 尧圪台乡
尧圪台乡，是中华人民共和国山西省忻州市保德县下辖的一个乡镇级行政单位。2021年5月，撤销尧圪台乡，整建制并入桥头镇。

## 行政区划
尧圪台乡下辖以下地区：
丛岭沟村、红花塔村、孙家山村、艮子塔村、尧圪台村、吾吉耳村、王家寨村、吕家峁村、闫家坪村、吴道梁村、梨园局村、五楼沟村、王家坪村、张窑洼村、黄咀湾村和郝沟坪村。